# میلوچانی
میلوچانی (به لاتین: Miločani) یک منطقهٔ مسکونی در مونته‌نگرو است که در شهرداری نیکشیچ واقع شده‌است. میلوچانی ۱٬۰۰۶ نفر جمعیت دارد.